# Kromova zelena
Kromova zelena ili kromovo zelenilo spada u kromne boje. Kromne boje su kromovi spojevi koji se koriste kao pigmenti, na primjer:
- kromoksidna zelena (Cr2O3),
- kromhidroksidna zelena ili viridian je hidratizirani kromov(III) oksid (emerod zelena ili smaragdno zelena),
- kromova žuta (olovni/II/ kromat),
- kromova narančasta i crvena (bazični olovni/II/ kromat),
- kromova zelena (smjesa olovnoga/II/ kromata i berlinskoga modrila).[2]

## Kromatni zeleni pigment
U kromatne zelene pigmente ubrajaju se kromovo zelenilo i cinkovo zelenilo, što su smjese kromova žutila (x PbCrO4∙y PbSO4), odnosno cinkova žutila (kromat cinka i kalija) sa željeznim plavim pigmentom, takozvanim pariškim ili berlinskim modrilom. Ponekad se u tu svrhu umjesto anorganskog željeznog plavog pigmenta uzima organski plavi ftalocijanidni pigment. Udjel žutih i plavih pigmenata u smjesi može se mijenjati u širokom rasponu, pa je tako udjel plavog pigmenta od 2 do 65%. O tome ovisi i nijansa kromatnih zelenih pigmenata i proteže se od svjetlozelenih do tamnijih plavozelenih tonova.
Za pripravu kromatnih zelenih pigmenata postoji više metoda. U suhom postupku u mlinovima ili žrvnjastim mješalicama miješaju se suhe komponente (žuti i plavi pigment) u željenom omjeru. Kako je željezni plavi pigment u obliku praha lako zapaljiv, treba paziti da se temperatura prilikom miješanja previše ne povisi, a kao zaštita dodaje se i punilo. U mokrom se postupku pojedine komponente miješaju razmočene u obliku tijesta ili kao vodene suspenzije. Najjednoličnija zelena nijansa dobije se izravnom sintezom kromova žutila uz dodatak sitno dispergiranog željeznog plavog pigmenta. Nastali se zeleni pigment filtrira, oprezno suši i melje. Često se dodaje i barijev sulfat, koji olakšava dispergiranje inače teško disperzljivog željeznog plavog pigmenta. 
Kromatni zeleni pigmenti vrlo su traženi i od zelenih se pigmenata najviše upotrebljavaju. Njihova je prednost što se kao smjese mogu lako pripraviti u različitim zelenim nijansama, što je osobito važno stoga što su homogeni zeleni pigmenti rijetki. Dobro pokrivaju i izdašni su, svjetlećeg tona, otporni prema povišenim temperaturama i kemijskim utjecajima, ali su osjetljivi na alkalije. Primjenjuju se kao pigmenti za tiskarske boje, za bojenje tapeta, sintetskih materijala i slično. Mnogo se upotrebljavaju i kao pigmenti za lakove. Kako su kromatni zeleni pigmenti smjese dvaju pigmenata različite gustoće i veličine čestica, može prilikom njihova dispergiranja u vezivu lakova nastati takozvano isplivavanje, to jest plavi pigment može izbiti na površinu laka. Ta se nepoželjna pojava sprječava dodavanjem posebnih sredstava za povezivanje.

## Kromatni pigmenti
Među obojene kromatne pigmente ubrajaju se olovni kromati (kromovo žutilo i kromov narančasti pigment), olovnokromatni molibdati (molibdatni crveni i narančasti pigment) i kromatni zeleni pigment (kromovo zelenilo i cinkovo zelenilo). Svi su ti spojevi opasni i štetni za zdravlje zbog kancerogenosti kromata, a i zbog toga što svi, osim cinkova zelenila, sadrže otrovne olovne spojeve. Stoga su propisi strogi za njihovu upotrebu, rukovanje i primjenu, a u mnogim je djelatnostima njihova upotreba vrlo ograničena. Tako se na primjer ne smiju upotrebljavati za bojenje proizvoda koji dolaze u dodir s hranom, dječjim igračkama i slično. 
Po svom kemijskom sastavu u skupinu kromatskih pigmenata mogu se ubrojiti i kromati nekih drugih metala (cinka, barija i stroncija) s pigmentnim svojstvima. Međutim, ti se pigmenti najčešće upotrebljavaju u zaštiti od korozije, pa se obično svrstavaju u specijalne pigmente.

### Oksidni pigmenti kroma
Oksidni pigmenti kroma ubrajaju se među najstarije anorganske boje. Od kromovih oksida kao pigmenti služe spojevi kroma(III): krom(III) oksid, Cr2O3 i njegov hidratizirani oblik Cr2O3∙2 H2O. Ti su pigmenti zelene boje; oksid je bez sjaja, ali se hidrat po briljantnosti svoje boje može usporediti s organskim zelenim pigmentima. Oksidni pigmenti kroma odlikuju se velikom tvrdoćom i otpornošću prema abraziji, inertnošću i postojanošću na svjetlu i prema djelovanju vode, kiselina, alkalija i drugih kemikalija. Krom(III) oksid postojan je i na visokim temperaturama (ireverzibilne promjene opažaju se tek na temperaturama višim od 1 000 °C), ali je hidratizirani oksid osjetljiv već na 100 °C.
Oksidni pigmenti kroma proizvode se redukcijom alkalijskih dikromata u čvrstoj ili tekućoj fazi. Redukcija u čvrstoj fazi provodi se na temperaturi oko 1 100 °C, a kao reducens sumpor je u prednosti pred ugljikom. Žareni se produkt zatim ispire, suši i melje. Za redukciju dikromata u otopini mogu se kao redukcijska sredstva upotrijebiti sumpor, tiosulfati i neki organski spojevi. 
Kromni oksidni pigmenti vrlo su cijenjeni zbog svojih izvanrednih svojstava. Među svim zelenim pigmentima najotporniji su prema agresivnim medijima, pa se upotrebljavaju za pripravu lakova i boja za ličenje betona i cementnih izrađevina, čeličnih konstrukcija, zatim u keramičkoj industriji, u proizvodnji gume i tako dalje.